# Малевский-Малевич, Пётр Николаевич
Пётр Николаевич Малевский-Малевич (1891 — 1974) — капитан лейб-гвардии Преображенского полка, участник Белого движения на Юге России. В эмиграции — публицист-евразиец.

## Биография
Сын дипломата, тайного советника Николая Андреевича Малевского-Малевича и жены его Софии Петровны Рогович.
В 1905 году поступил в старший приготовительный класс Александровского лицея. В 1912 году окончил курс с золотой медалью и чином IX класса. По окончании лицея поступил вольноопределяющимся в лейб-гвардии Преображенский полк. Выдержав офицерский экзамен при Павловском военном училище, 6 августа 1913 года был произведен подпоручиком в тот же полк.
В Первую мировую войну вступил в рядах Преображенского полка. За боевые отличия награждён пятью орденами. 7 августа 1915 года назначен полковым адъютантом. Произведен в поручики 7 июля 1916 года, в штабс-капитаны — 29 августа того же года, в капитаны — 18 апреля 1917 года. Награждён Георгиевским крестом 4-й степени с лавровой веткой
За то, что в бою 7 июля 1917 года у д. Мшаны в тяжелых условиях отхода полка, отступая с последними цепями, он принял командование над ними и, быстро оценив обстановку, своим энергичным вмешательством восстановил в них порядок, который и поддерживал во время всего отхода.
В декабре 1917 года был избран помощником командира Преображенского полка.
В эмиграции в Англии. Занимался хозяйственными делами в имении своего родственника. В 1924 году, познакомившись с гвардейским кавалерийским офицером П. С. Араповым, примкнул к евразийскому движению. Получил у профессора Оксфордского университета Генри Сполдинга десять тысяч фунтов стерлингов на поддержку евразийства. В декабре 1924 года принял участие в съезде евразийцев в Вене, где был введен в координационный «Совет пяти», в который вошли также князь Н. С. Трубецкой, П. Н. Савицкий, П. П. Сувчинский и П. С. Арапов. Входил в редакционную коллегию газеты «Евразия», публиковался в евразийских изданиях по военно-политическим и международным вопросам. В 1928 году у него и Арапова произошел конфликт с П. Н. Савицким: последний опасался, что Малевский-Малевич превратит евразийство в «отделение канцелярии Кутепова». После этого Малевский-Малевич и Арапов отошли от евразийства.
С 1936 года состоял членом Союза ревнителей памяти Императора Николая II. Позднее переехал в США и купил под Нью-Йорком ферму, где занимался сельским хозяйством. Состоял секретарем Американского общества помощи русским беженцам и представителем полкового отделения в США. В последние годы жизни был парализован и ослеп. Скончался в 1974 году. Был похоронен недалеко от своей фермы.

## Семья
Был женат дважды. С 9 января 1919 года был женат на Магдалине (Марии) Николаевне Игнатьевой (1899—1982), дочери графа Н. Н. Игнатьева. Их сын:
- Николай (1920—2016), кандидат технических наук, доцент МГТУ имени Баумана.

## Награды
- Орден Святой Анны 4-й ст. с надписью «за храбрость» (ВП 28.10.1914)
- Орден Святого Станислава 3-й ст. с мечами и бантом (ВП 28.10.1914)
- Орден Святой Анны 3-й ст. с мечами и бантом (ВП 9.02.1915)
- Орден Святого Станислава 2-й ст. с мечами (ВП 9.04.1915)
- Орден Святой Анны 2-й ст. с мечами (ВП 13.05.1915)
- Георгиевский крест 4-й степени с лавровой веткой (№ 1216564)